# Canhão paradoxal
Canhão paradoxal, também chamada Catapulta salva-vidas, é uma invenção de Alberto Santos Dumont para facilitar resgates no mar. Trata-se de uma Catapulta que lançava boias salva-vidas. O alcance era quatrocentos metros.
Uma demonstração do uso do canhão, com a presença do próprio inventor, popularizou-se como cartão postal.
O uso do equipamento teria supostamente auxiliado no resgate em dois afogamentos.
Um exemplar do canhão compõe a Coleção Santos Dumont, no Museu do Ipiranga.

## Galeria

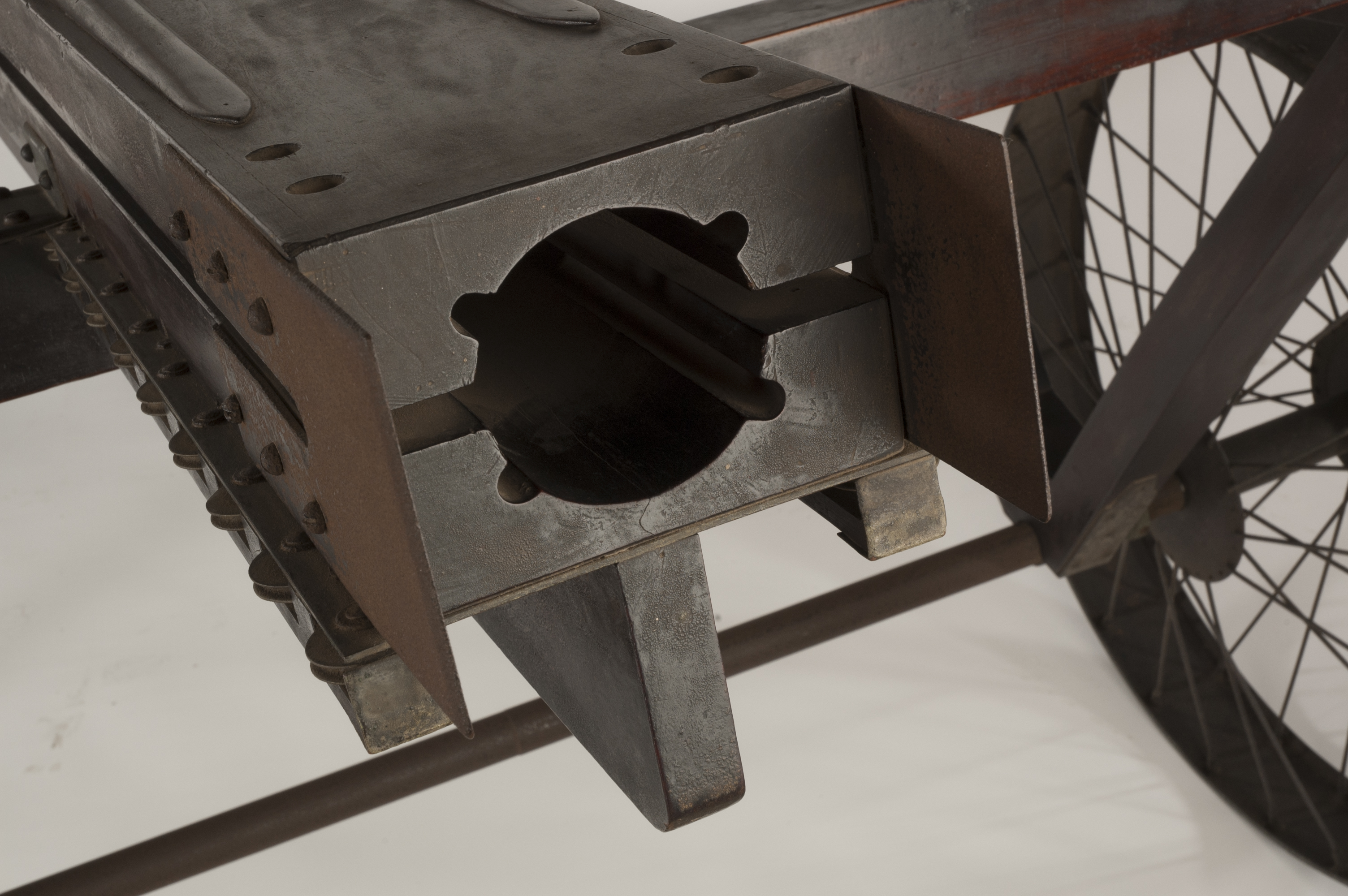
Detalhe da catapulta.
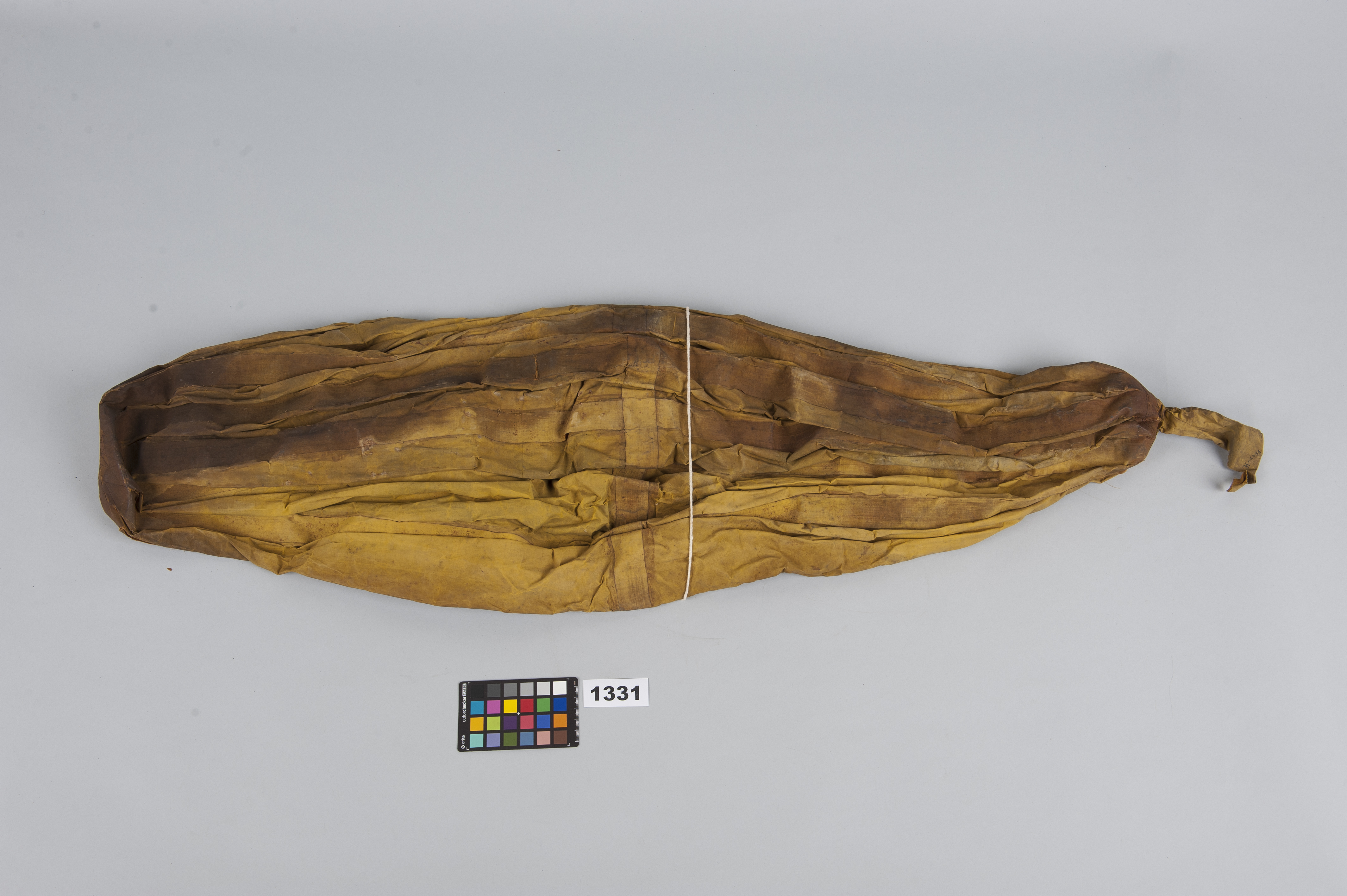
Balonete salva-vidas.